# Cleide Coutinho
Cleide Barroso Coutinho, mais conhecida como Cleide Coutinho (Maruim, 21 de janeiro de 1947), é uma médica, empresária e política brasileira. Filiada ao Partido Democrático Trabalhista (PDT), é deputada estadual.. É viúva do ex-deputado estadual, ex-prefeito do município de Caxias/MA e ex-presidente da Assembleia Legislativa do Estado do Maranhão Humberto Coutinho.

## Carreira política
Iniciou-se na política em 1996 ao ser eleita vice-prefeita na chapa de Eziquio Filho, ambos pelo PSC, derrotando Hélio Queiroz (PSL). Foi eleita deputada estadual em 2006 pelo PSDB e reeleita em 2010 pelo PSB.
Em 15 de março de 2015, Cleide sofreu um infarto em São Paulo, onde se encontrava acompanhando o esposo, Humberto Coutinho, que se submetera a uma cirurgia de reconstrução do trato intestinal no Hospital Sírio-Libanês. Ela foi submetida a um cateterismo, ocasião em que lhe foi implantado um stent.
Nas eleições de 2018, foi eleita deputada estadual pelo PDT com 65.438 votos, a segunda maior votação do Maranhão. 
É cunhada da deputada estadual Cláudia Coutinho.